# Германов, Алексей Иванович
Алексе́й Ива́нович Ге́рманов (12 (25) октября 1915, Петроград, Российская империя — 1998) — геохимик, доктор геолого-минералогических наук, профессор, ведущий учёный Института геологии рудных месторождений, петрографии, минералогии и геохимии Российской академии наук (ИГЕМ РАН), ветеран Великой Отечественной войны. Награждён орденом Отечественной войны I степени, медалью «За отвагу».

## Биография
Родился 12 (25) октября 1915 года в городе Петроград.
В июне 1941 года окончил Московский геологоразведочный институт.
Ушёл добровольцем в сапёрное училище. С августа по декабрь 1942 года — командир сапёрного взвода, воевал под Ржевом, Великими Луками и на Смоленском направлении. В 1943 году был тяжело ранен и лишился ноги.
После войны работал во Всесоюзном научно-исследовательском институте гидрогеологии и инженерной геологии (ВСЕГИНГЕО).
Сферой научных интересов являлись ураново-рудные проблемы. В коллективной научной монографии «Основные черты геохимии урана», вышедшей в 1963 году, он обобщил материалы по эпигенетическому перераспределению урана в осадочных породах. В соответствии с общей направленностью монографии уклон был сделан в сторону связанную с урановыми месторождениями.
В 1955 году экспериментально установил неизвестное ранее явление глубокого проникновения атмосферного кислорода в гидрогеосферу, заключающееся в том, что в условиях длительного водообменная за геологическое время растворённый свободный кислород с инфильтрационной водой проникает на большие глубины (до двух и более километров) и распространяется по пластам постоянного привноса кислорода, компенсирующего его расход.
В 1955 году учёным работавшим с ураном впервые разрешили участвовать с докладами на международных конференциях, в Женеве выступили А. И. Германов (руководитель группы), А. К. Лисицын, В. И. Виноградов, Г. А. Волков и В. С. Серебренников.
Скончался[где?] в 1998 году[уточнить].

## Семья
- Первая жена — Мальва Ноевна Ланда (1918—2019), правозащитница и писательница.
  - Сын — Алексей Алексеевич Германов (род. 1941), тренер по горным лыжам и сноуборду.
- Вторая жена – Наталия Александровна Аржаникова (1924—1961), химик.
  - Дочь — Татьяна Алексеевна Германова (род. 11.03.1954), окончила геологический факультет МГУ в 1976 году, геохимик.
- Третья жена — Галина Ивановна Спиридонова (род. 1936) — химик.
  - Дочь — Евдокия Германова (род. 1959), заслуженная артистка РФ (1995).
  - Дочь — Любовь Германова (род. 1961), заслуженная артистка РФ (1995).

## Авторские свидетельства и открытия
- Способ определения уровня среза ореолов гидротермальных рудных месторождений халькофильных элементов. А.С.№ 1300399 Соавторы: ГЕРМАНОВ АЛЕКСЕЙ ИВАНОВИЧ, ЧИНЕНОВ ВЛАДИМИР АЛЕКСЕЕВИЧ . Приоритет 1985.07.12. Публикация 1987.03.30
- 1989 — Явление глубокого проникновения атмосферного кислорода в гидросферу. № [уточнить] Открытие было совершено 22 марта 1955 г.[источник не указан 2441 день].